# Longeville-sur-Mer
Pour les articles homonymes, voir Longeville (homonymie).
Longeville-sur-Mer est une commune du Centre-Ouest de la France, située dans le département de la Vendée en région Pays de la Loire.

## Géographie
Le territoire municipal de Longeville-sur-Mer s’étend sur 3 803 hectares. L’altitude moyenne de la commune est de 9 mètres, avec des niveaux fluctuant entre 0 et 30 mètres,.
Longeville-sur-Mer est une commune située sur la Côte de Lumière dans le sud de la Vendée qui se situe en limite nord du Marais poitevin.
La commune donne son nom à une forêt domaniale du littoral composée essentiellement de pins maritimes et de chênes verts.
Le bourg de la commune ne se situe pas directement en bord de mer mais il existe néanmoins trois stations balnéaires sur le territoire communal, qui sont, du nord au sud, les hameaux du Bouil (prononcer : bouille, comme « il mouille »), du Rocher et des Conches. On peut y trouver le spot de surf nommé Bud Bud.
La route des Conches qui mène à Angles traverse une zone de marais, dans laquelle on peut observer de la route des oiseaux sauvages, notamment des cygnes et des cigognes. En s'enfonçant dans le marais, on peut observer des canards, des cormorans, divers oiseaux limicoles (bécassines, vanneaux, pluviers...) et plus occasionnellement le hibou des marais, plus facilement observable au coucher du soleil.
La flamme d'oblitération postale de Longeville-sur-Mer des années 1980 cite ses plages, sa forêt, son climat.
| Saint-Hilaire-la-Forêt | Avrillé            | Le Bernard La Jonchère |
| Saint-Vincent-sur-Jard | Longeville-sur-Mer | Angles                 |
| Océan atlantique       | La Tranche-sur-Mer |                        |

### Climat
Pour des articles plus généraux, voir Climat des Pays de la Loire et Climat de la Vendée.
En 2010, le climat de la commune est de type climat océanique franc, selon une étude du CNRS s'appuyant sur une série de données couvrant la période 1971-2000. En 2020, Météo-France publie une typologie des climats de la France métropolitaine dans laquelle la commune est exposée à un climat océanique et est dans la région climatique  Bretagne orientale et méridionale, Pays nantais, Vendée, caractérisée par une faible pluviométrie en été et une bonne insolation. 
Pour la période 1971-2000, la température annuelle moyenne est de 12,6 °C, avec une amplitude thermique annuelle de 13,1 °C. Le cumul annuel moyen de précipitations est de 797 mm, avec 12,3 jours de précipitations en janvier et 6,2 jours en juillet. Pour la période 1991-2020, la température moyenne annuelle observée sur la station météorologique de Météo-France la plus proche, sur la commune d'Angles à 7 km à vol d'oiseau, est de 13,2 °C et le cumul annuel moyen de précipitations est de 869,3 mm,. Pour l'avenir, les paramètres climatiques de la commune estimés pour 2050 selon différents scénarios d'émission de gaz à effet de serre sont consultables sur un site dédié publié par Météo-France en novembre 2022.

## Urbanisme

### Typologie
Au 1er janvier 2024, Longeville-sur-Mer est catégorisée bourg rural, selon la nouvelle grille communale de densité à sept niveaux définie par l'Insee en 2022.
Elle appartient à l'unité urbaine de Longeville-sur-Mer, une unité urbaine monocommunale constituant une ville isolée,. La commune est en outre hors attraction des villes,.
La commune, bordée par l'océan Atlantique, est également une commune littorale au sens de la loi du 3 janvier 1986, dite loi littoral. Des dispositions spécifiques d’urbanisme s’y appliquent dès lors afin de préserver les espaces naturels, les sites, les paysages et l’équilibre écologique du littoral, tel le principe d'inconstructibilité, en dehors des espaces urbanisés, sur la bande littorale des 100 mètres, ou plus si le plan local d’urbanisme le prévoit.

### Occupation des sols
L'occupation des sols de la commune, telle qu'elle ressort de la base de données européenne d’occupation biophysique des sols Corine Land Cover (CLC), est marquée par l'importance des territoires agricoles (68,5 % en 2018), en diminution par rapport à 1990 (70,1 %). La répartition détaillée en 2018 est la suivante : 
terres arables (34,5 %), prairies (28,6 %), forêts (16,8 %), zones urbanisées (10,3 %), zones agricoles hétérogènes (5,4 %), zones humides intérieures (2,3 %), espaces ouverts, sans ou avec peu de végétation (1,6 %), milieux à végétation arbustive et/ou herbacée (0,5 %). L'évolution de l’occupation des sols de la commune et de ses infrastructures peut être observée sur les différentes représentations cartographiques du territoire : la carte de Cassini (XVIIIe siècle), la carte d'état-major (1820-1866) et les cartes ou photos aériennes de l'IGN pour la période actuelle (1950 à aujourd'hui).

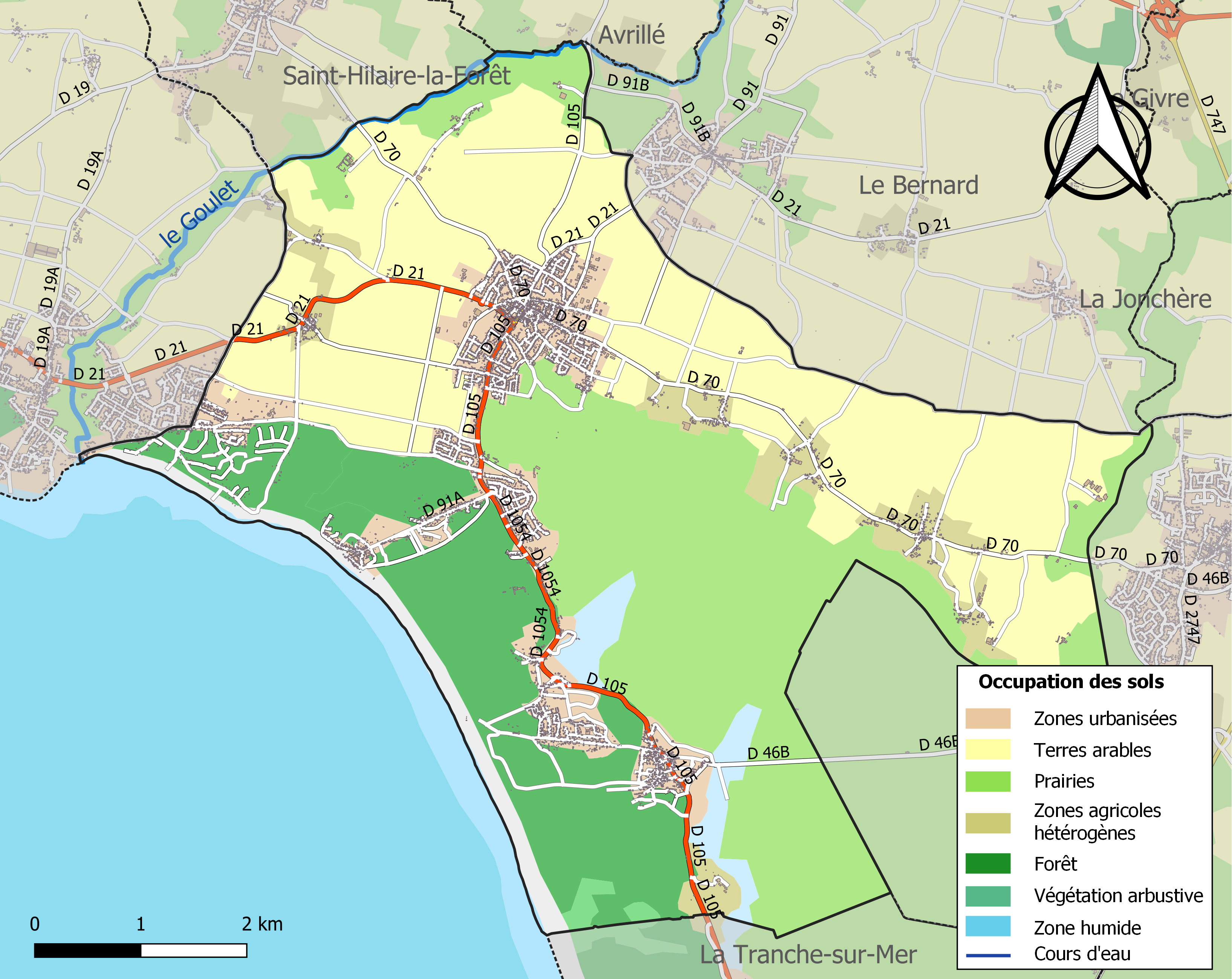
Carte des infrastructures et de l'occupation des sols de la commune en 2018 (CLC).
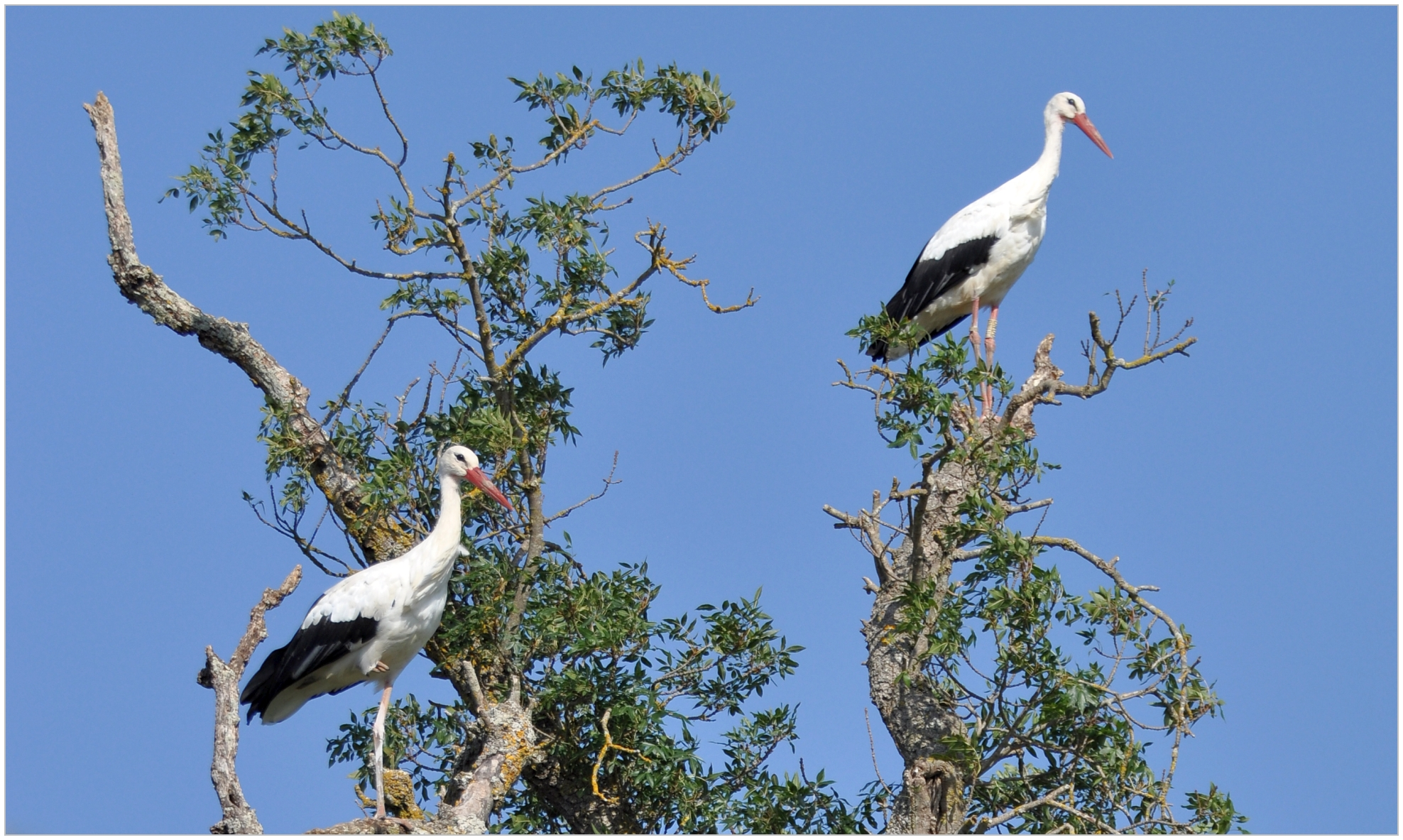
Vues sur les bords du Goulet, deux cigognes blanches se sont installées près d'un plan d'eau.

## Toponymie
Durant la Révolution, la commune porte le nom de Falerne. Aujourd'hui, c'est une maison de la commune qui porte ce nom.

## Histoire
Le menhir du Russelet atteste la présence humaine sur le territoire de la commune dès le Néolithique.
D'autres traces de cette époque subsistent. Au premier âge du fer, période de Hallstatt, soit vers 720 avant notre ère, des hommes ont aménagé un enclos quadrangulaire à vocation funéraire au Rocher. Ils y ont installé un bûcher pour y faire brûler les corps de leurs défunts. À l'extérieur de l'enclos, les archéologues ont découvert des fosses contenant des urnes funéraires avec quelques ossements brûlés. Les formes de céramique sont caractéristiques de cette période chronologique.
Quelques indices d'époque gallo-romaine ont été trouvés à divers endroits, mais des recherches approfondies n'ont pas eu lieu.
Au Moyen Âge, un seigneur a fait édifier une motte féodale à la Chaîne, en bordure du Marais poitevin, comme le montre cette photographie aérienne réalisée par Maurice Marsac.
Sur une vue satellite, on voit un terrain entouré de trois fossés successifs : un grand terrain quadrangulaire, un autre plus petit ovoïde et massé dans le coin Est, et sur ce terrain ovoïde on devine un petit cercle qui correspondrait à une petite motte de terre aujourd'hui arasée. Une tour maîtresse en bois ou en torchis était dressée sur cette motte, entourée d'une palissade de bois et accessible par un pont amovible en cas d'attaque. Le terrain ovoïde qui l'entourait devait correspondre à la haute-cour, où l'on pouvait trouver des bâtiments en bois ou en torchis qui abritaient salle de réception, salle de banquets, salle de jugements, cuisines... Cette haute-cour était ceinte d'une palissade en bois protégée par un fossé rempli d'eau. Le grand terrain quadrangulaire devait faire office de basse-cour, ou baile, et abriter un grand nombre de bâtiments en bois ou en torchis abritant écuries, forge et baraquements pour réfugier les sujets du seigneur. Ce grand terrain était également entouré d'une palissade de bois et ceinte d'un fossé rempli de l'eau de la mer toute proche, car on peut imaginer qu'avant l'an mil, le golfe des Pictons n'était pas encore vraiment comblé.

## Héraldique
| Blason | Blasonnement : De gueules à la barre cousue de sinople. |

* Ces armes emploient le terme « cousu » dans le seul but de contrevenir à la règle de contrariété des couleurs : elles sont fautives.

## Politique et administration

### Liste des maires
| Période                                  | Période                 | Identité                | Étiquette    | Qualité |
| ---------------------------------------- | ----------------------- | ----------------------- | ------------ | --- |
| Les données manquantes sont à compléter. |                         |                         |              | |
| ca. 1933                                 |                         | M. Mathevet             |              | Médecin |
| 18 mai 1945                              | 10 octobre 1960 (décès) | Tony Barbot (1897-1960) |              | |
| 1960                                     | mars 1977               | Charles Tessier         |              | Boulanger, maire honoraire Adjoint au maire (1945 → 1960)                                                                                                  |
| mars 1977                                | mai 1985                | Claude Besson           |              | Fabricant funéraire |
| mai 1985                                 | juillet 1985            | Délégation spéciale     |              | |
| juillet 1985                             | mars 2001               | Jean-Marie Guérin       | DVD          | Pharmacien |
| mars 2001                                | mars 2008               | Serge Galerneau         | DVD puis UMP | Retraité de l'Armée de Terre |
| mars 2008                                | mai 2020                | Michel Bridonneau       | DVD          | Chef d'entreprise |
| mai 2020                                 | En cours                | Annick Pasquereau       |              | Retraitée de l'Éducation nationale Ancienne conseillère régionale des Pays de la Loire (1998 → 2004) 6e vice-présidente de Vendée-Grand-Littoral (2020 → ) |

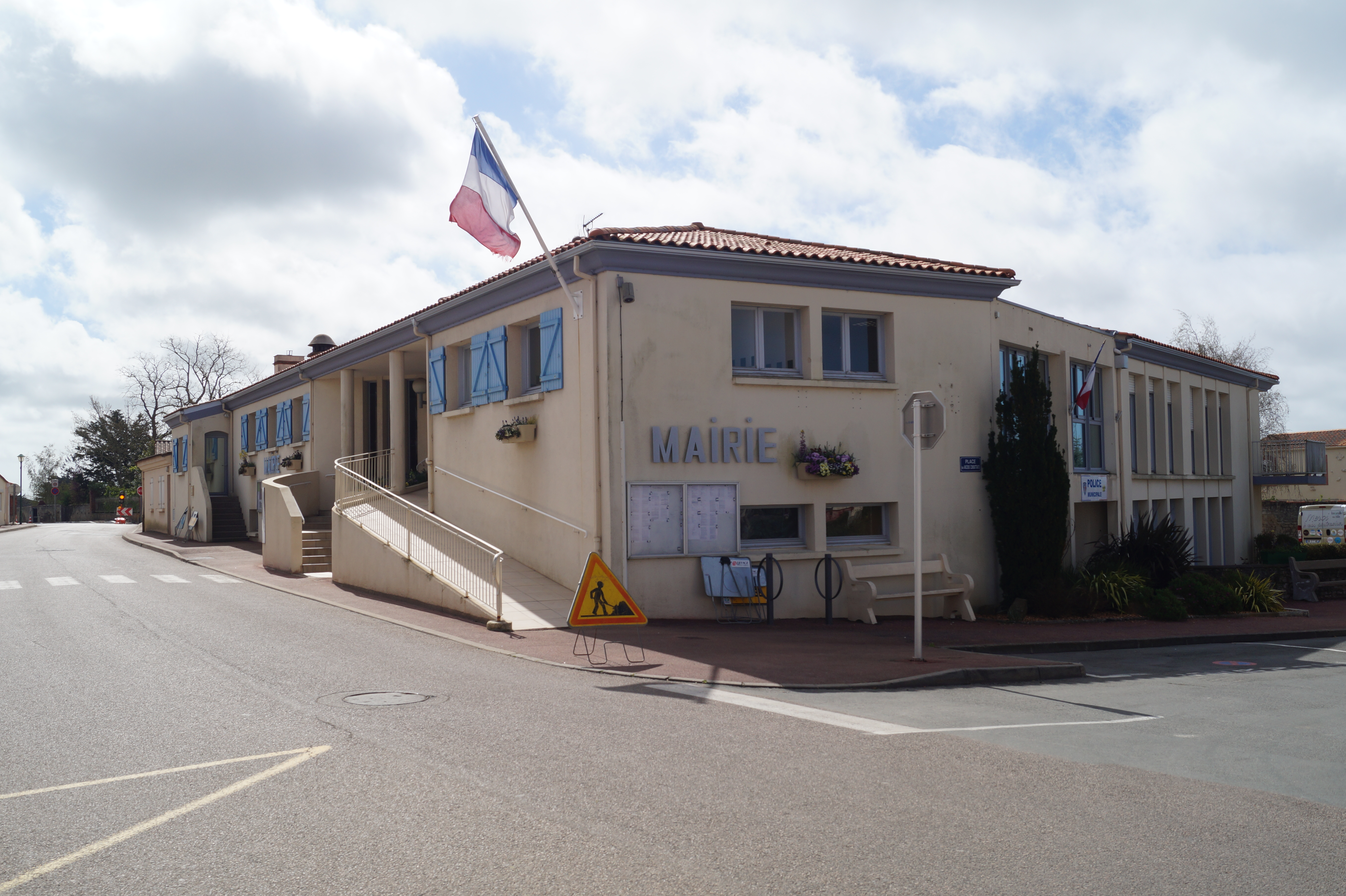
La mairie.
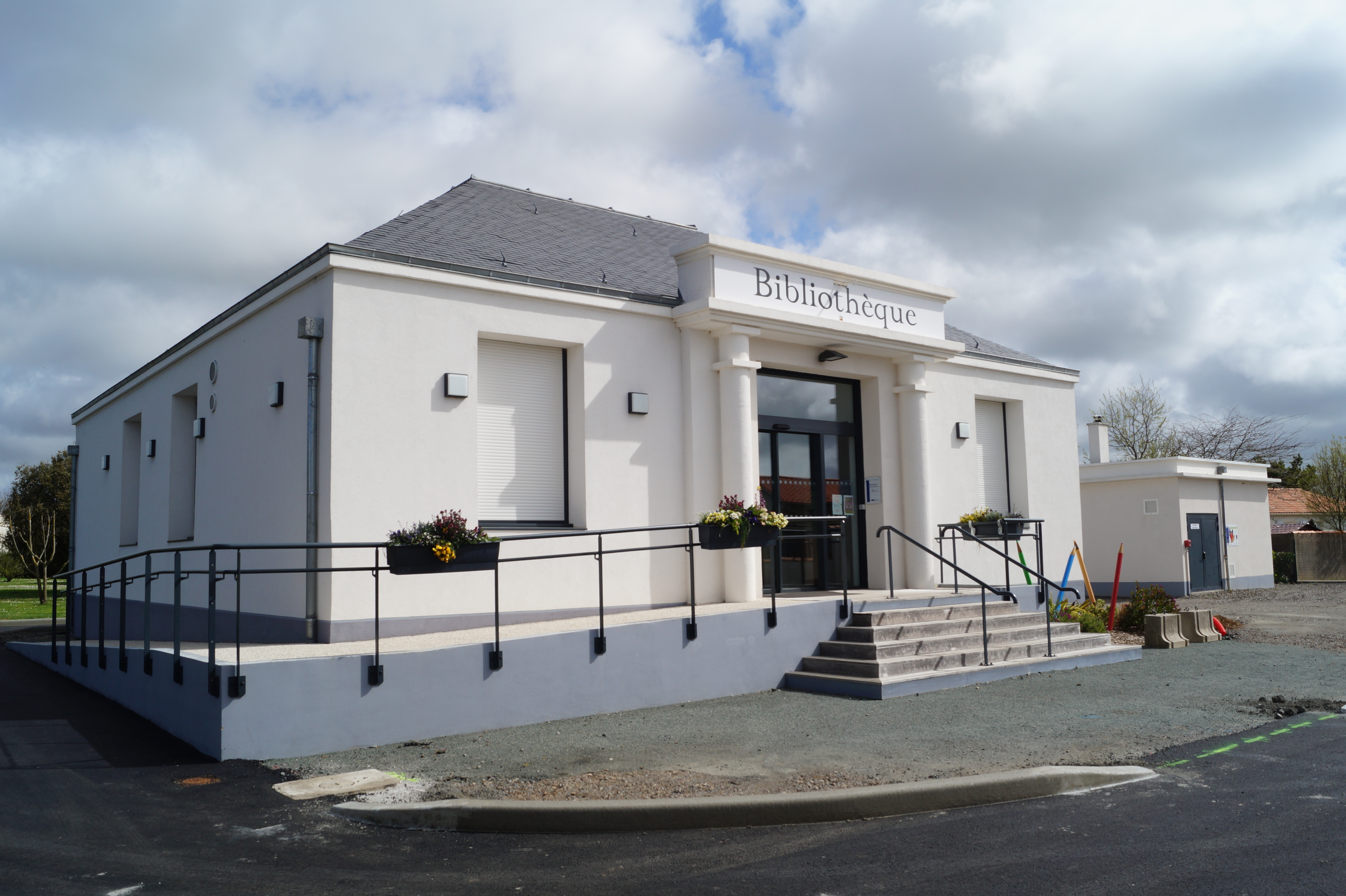
La bibliothèque.
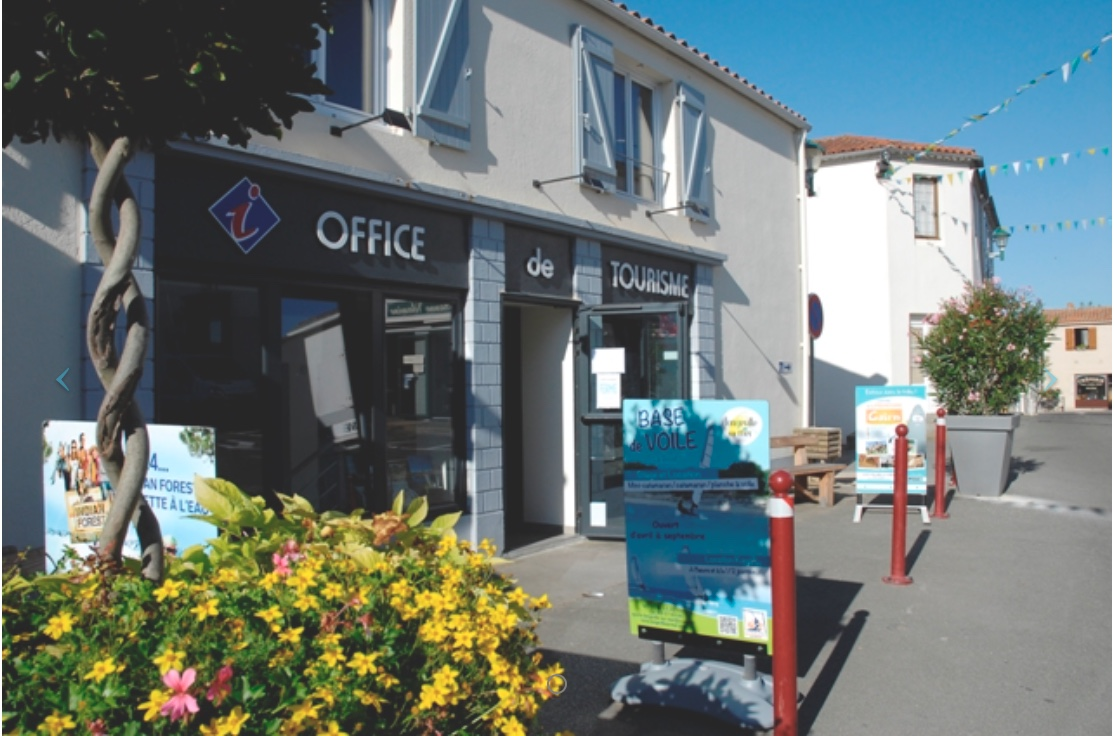
Office de Tourisme
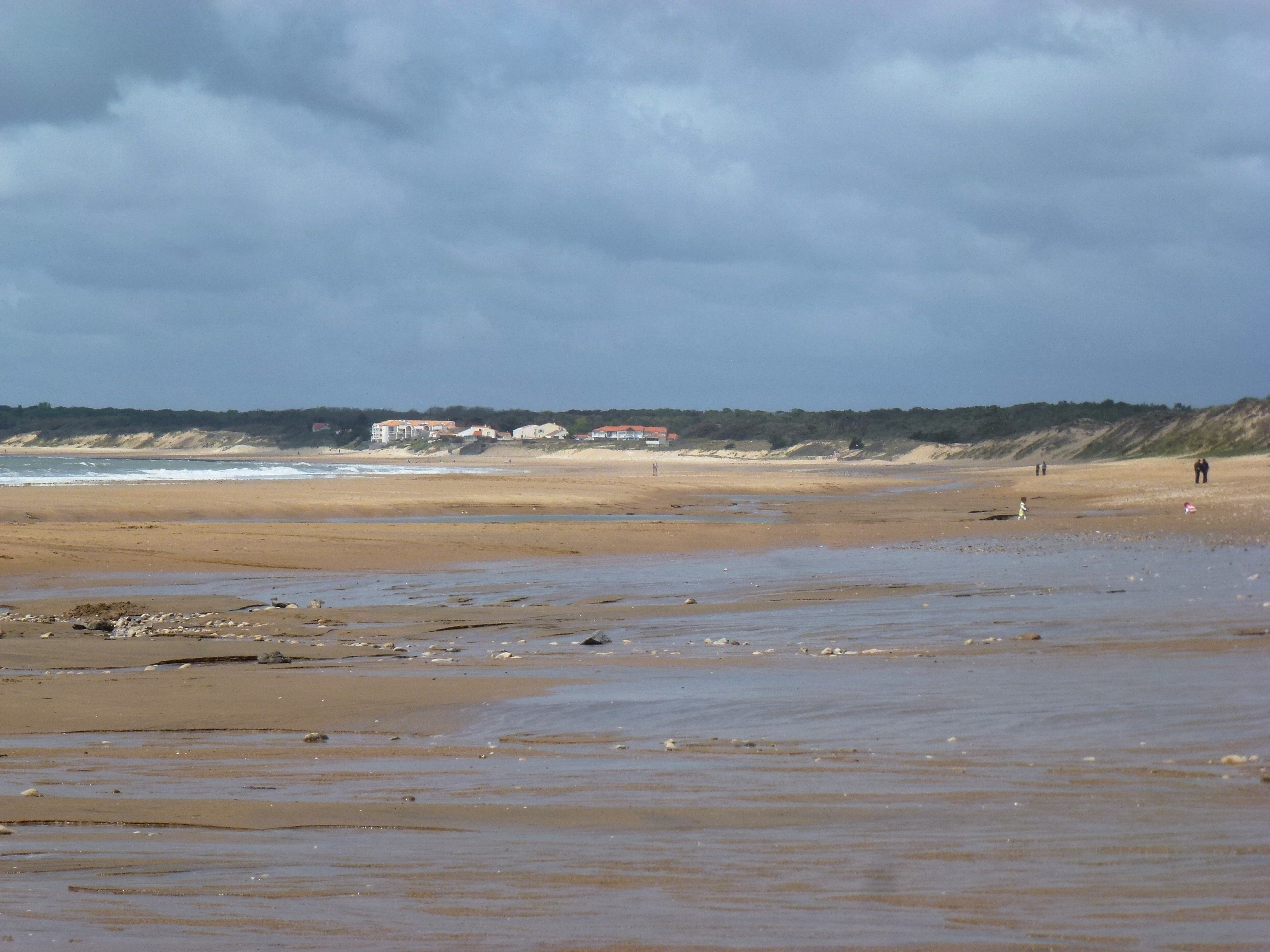
Plage des Conches.
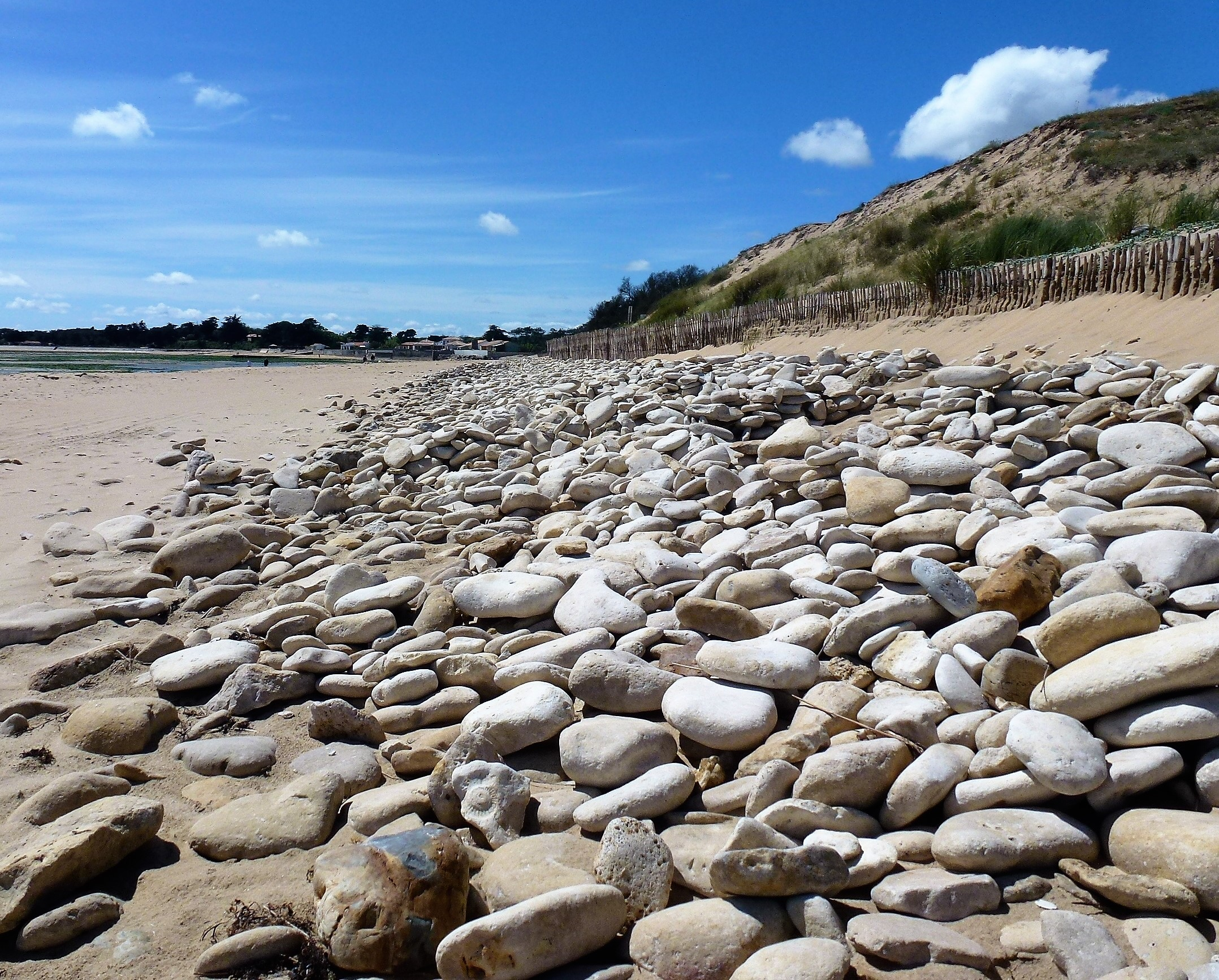
Plage de la Carrière aux Chats.

## Population et société

### Démographie

#### Évolution démographique
L'évolution du nombre d'habitants est connue à travers les recensements de la population effectués dans la commune depuis 1793. Pour les communes de moins de 10 000 habitants, une enquête de recensement portant sur toute la population est réalisée tous les cinq ans, les populations de référence des années intermédiaires étant quant à elles estimées par interpolation ou extrapolation. Pour la commune, le premier recensement exhaustif entrant dans le cadre du nouveau dispositif a été réalisé en 2004.

En 2022, la commune comptait 2 442 habitants, en évolution de −2,12 % par rapport à 2016 (Vendée : +5,33 %, France hors Mayotte : +2,11 %).
| 1793 | 1800 | 1806  | 1821  | 1831  | 1836  | 1841  | 1846  | 1851  |
| ---- | ---- | ----- | ----- | ----- | ----- | ----- | ----- | ----- |
| 990  | 995  | 1 212 | 1 182 | 1 357 | 1 446 | 1 479 | 1 532 | 1 545 |

| 1856  | 1861  | 1866  | 1872  | 1876  | 1881  | 1886  | 1891  | 1896  |
| ----- | ----- | ----- | ----- | ----- | ----- | ----- | ----- | ----- |
| 1 515 | 1 586 | 1 645 | 1 635 | 1 712 | 1 774 | 1 737 | 1 791 | 1 840 |

| 1901  | 1906  | 1911  | 1921  | 1926  | 1931  | 1936  | 1946  | 1954  |
| ----- | ----- | ----- | ----- | ----- | ----- | ----- | ----- | ----- |
| 1 773 | 1 786 | 1 777 | 1 645 | 1 669 | 1 701 | 1 744 | 1 722 | 1 864 |

| 1962  | 1968  | 1975  | 1982  | 1990  | 1999  | 2004  | 2006  | 2009  |
| ----- | ----- | ----- | ----- | ----- | ----- | ----- | ----- | ----- |
| 1 693 | 1 700 | 1 791 | 1 876 | 1 979 | 1 962 | 2 137 | 2 271 | 2 356 |

| 2014  | 2019  | 2022  | - | - | - | - | - | - |
| ----- | ----- | ----- | - | - | - | - | - | - |
| 2 460 | 2 405 | 2 442 | - | - | - | - | - | - |

#### Pyramide des âges
La population de la commune est relativement âgée.
En 2018, le taux de personnes d'un âge inférieur à 30 ans s'élève à 16,7 %, soit en dessous de la moyenne départementale (31,6 %). À l'inverse, le taux de personnes d'âge supérieur à 60 ans est de 55,2 % la même année, alors qu'il est de 31,0 % au niveau départemental.
En 2018, la commune comptait 1 138 hommes pour 1 297 femmes, soit un taux de 53,26 % de femmes, largement supérieur au taux départemental (51,16 %).
Les pyramides des âges de la commune et du département s'établissent comme suit.
| Hommes | Classe d’âge | Femmes |
| ------ | ------------ | ------ |
| 1,7    | 90 ou +      | 3,9    |
| 16,4   | 75-89 ans    | 19,2   |
| 33,5   | 60-74 ans    | 35,5   |
| 18,4   | 45-59 ans    | 16,6   |
| 11,3   | 30-44 ans    | 9,9    |
| 9,0    | 15-29 ans    | 6,2    |
| 9,7    | 0-14 ans     | 8,8    |

| Hommes | Classe d’âge | Femmes |
| ------ | ------------ | ------ |
| 0,8    | 90 ou +      | 2,2    |
| 8,7    | 75-89 ans    | 11,1   |
| 20,3   | 60-74 ans    | 21,3   |
| 20     | 45-59 ans    | 19,4   |
| 17,5   | 30-44 ans    | 16,8   |
| 15     | 15-29 ans    | 13,2   |
| 17,7   | 0-14 ans     | 16,1   |

## Lieux et monuments

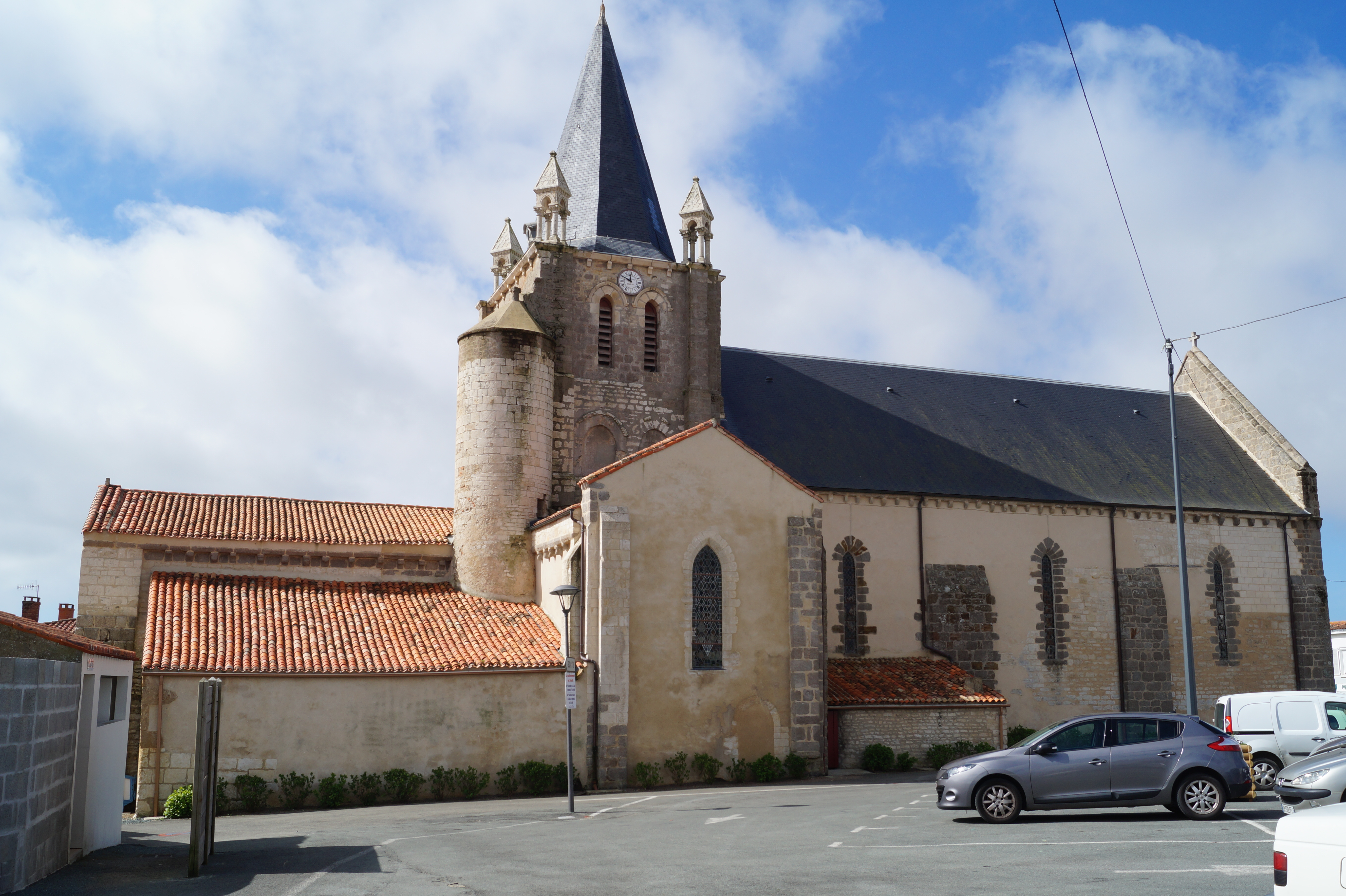
L’église Notre-Dame-de-l’Assomption de Longeville-sur-Mer, depuis la rue Hoche.

- Menhir dit la Pierre-qui-Vire, appelé aussi menhir du Russelet.
- Église Notre-Dame-de-l’Assomption, d’époque gothique, qui possède un chevet plat qui rappelle les cathédrales anglaises.

## Personnalités liées à la commune
- Gilles Masson (1630-1716), né à Longeville, pionnier en Nouvelle-France, autoproclamé seigneur, distribuant les terres.

## Pour approfondir